# Oscar Wilde (Schiff, 2011)
Die Oscar Wilde ist ein 2011 in Dienst gestelltes Fährschiff von Irish Ferries. Nach der Fertigstellung wurde sie zunächst zusammen mit ihrem baugleichen Schwesterschiff Spirit of France als Spirit of Britain von der britischen Reederei P&O Ferries auf der Strecke von Dover nach Calais eingesetzt und ist zusammen mit ihm eines der größten Fährschiffe, die je auf dieser Route im Einsatz waren.

## Geschichte
Die Spirit of Britain wurde am 25. August 2009 unter der Baunummer 1367 bei STX Europe im finnischen Rauma auf Kiel gelegt. Der Stapellauf des Schiffes fand am 8. Juni 2010 statt. Nach Probefahrten im November 2010 wurde die Spirit of Britain am 5. Januar 2011 an P&O Ferries abgeliefert und am 21. Januar 2011 in den Liniendienst von Dover nach Calais gestellt.
Am 4. Februar 2011 musste das Schiff den Liniendienst wegen technischer Probleme unterbrechen. Es wurde nach Zeebrugge gebracht und nach einer dortigen Überholung der Maschinenanlage am 6. Februar 2011 wieder in Dienst gestellt.
Am 24. März 2011 wurde die Spirit of Britain offiziell getauft. Taufpatin des Schiffes war die ehemalige Mittelstreckenläuferin Kelly Holmes.
Am 23. Januar 2016 stürmte eine Gruppe von 50 Flüchtlingen und Politaktivisten die Fähre in Calais. Die Flüchtlinge waren zuvor im Zuge der Flüchtlingskrise in Europa in der Hoffnung England zu erreichen, nach Frankreich gekommen. Westliche Politaktivsten überredeten 350 von ihnen nach Presseberichten die Absperrungen zum Hafen zu stürmen, rund 50 Personen gelangten dabei auf die Spirit of Britain. Mehrere Personen wurden festgenommen.
Seit 2024 wird das Schiff als Oscar Wilde von Irish Ferries betrieben und weiter im Verkehr zwischen Calais und Dover eingesetzt.